# Glenn Grothman
Glenn Grothman (ur. 3 lipca 1955) – amerykański polityk, członek Partii Republikańskiej i kongresman ze stanu Wisconsin (od roku 2015).